# Frederic August III de Saxònia
Frederic August III de Saxònia (Dresden 1865 - Castell de Sibyllenort a Szczodre (actualment Polònia) 1932) va ser rei de Saxònia des de 1904 fins a 1918, i cap de la casa reial de Saxònia des de 1918 i fins a la seva mort, el 1932.

## Orígens familiars
Nascut a Dresden el dia 25 de maig de 1865 essent fill del rei Jordi I de Saxònia i de la infanta Maria Anna de Portugal. Frederic August era net per via paterna del rei Joan I de Saxònia i de la princesa Amàlia de Baviera; mentre que per via materna ho era del príncep Ferran de Saxònia-Coburg Gotha i de la reina Maria II de Portugal.

## Núpcies i descendents
El dia 21 de novembre de 1891 contragué matrimoni a Viena amb l'arxiduquessa Lluïsa d'Àustria-Toscana, filla del gran duc Frederic IV de Toscana i de la princesa Alícia de Borbó-Parma. La parella tingué els següents fills:
- SAR el príncep Jordi de Saxònia, nat el 1893 a Dresden i mort el 1943 a Groß-Glienicke. L'any 1923 renuncià als drets dinàstics al tro de Saxònia.

- SAR el príncep Frederic Cristià de Saxònia, cap de la casa reial de Saxònia i marcgravi de Meissen. Nascut el 1893 a Dresden i mort el 1968 a Samedan. Es casà amb la princesa Elisabet de Thurn und Taxis.

- SAR el príncep Ernest Enric de Saxònia, nat el 1896 a Dresden i mort el 1971 a Neckarhausen. L'any 1921 contragué matrimoni amb la princesa Sofia de Luxemburg. Posteriorment es casà morganàticament amb Virginia Dulon el 1947.

- SAR la princesa Maria de Saxònia, nada el 1898 a Vil·la Wachwitz i morta el mateix dia.

- SAR la princesa Margarida de Saxònia, nada el 1900 a Dresden i morta el 1962 a Friburg. Es casà amb el príncep Frederic de Hohenzollern-Sigmaringen al Castell de Sibyllenort l'any 1920.

- SAR la princesa Maria Alícia de Saxònia, nada a Vil·la Wachwitz el 1901 i morta el 1990 a Hechingen. Es casà amb el príncep Francesc Josep de Hohenzollern-Sigmarigen el 1921 al Castell de Sibyllenort.

- SAR la princesa Anna de Saxònia, nada a Lindau el 1903 i morta el 1976 a Múnic. Es casà el 1926 al Castell de Sibyllenort amb l'arxiduc Josep Francesc d'Àustria i posteriorment amb el ciutadà estatunidenc Reginald Kazanjian el 1972 a Ginebra.

L'any 1903 la cort saxona publicava el divorci del llavors príncep hereu Frederic August i la seva muller. El divorci trencava un matrimoni que havia durant escassos dotze anys. Aquesta publicació regulava una traumàtica situació que es vivia a Dresden des de la fugida de la princesa hereva l'any anterior amb els seus fills.
L'any 1904 esdevingué rei de Saxònia. El 13 de novembre de 1918 abdicava després de la desfeta militar de l'Imperi Alemany i de Saxònia en la Primera Guerra Mundial. Des d'aquell moment, Frederic August es retirà al Castell de Sibyllenort on morí el 18 de febrer de 1932.